# Barbe-Nicole Clicquot-Ponsardin

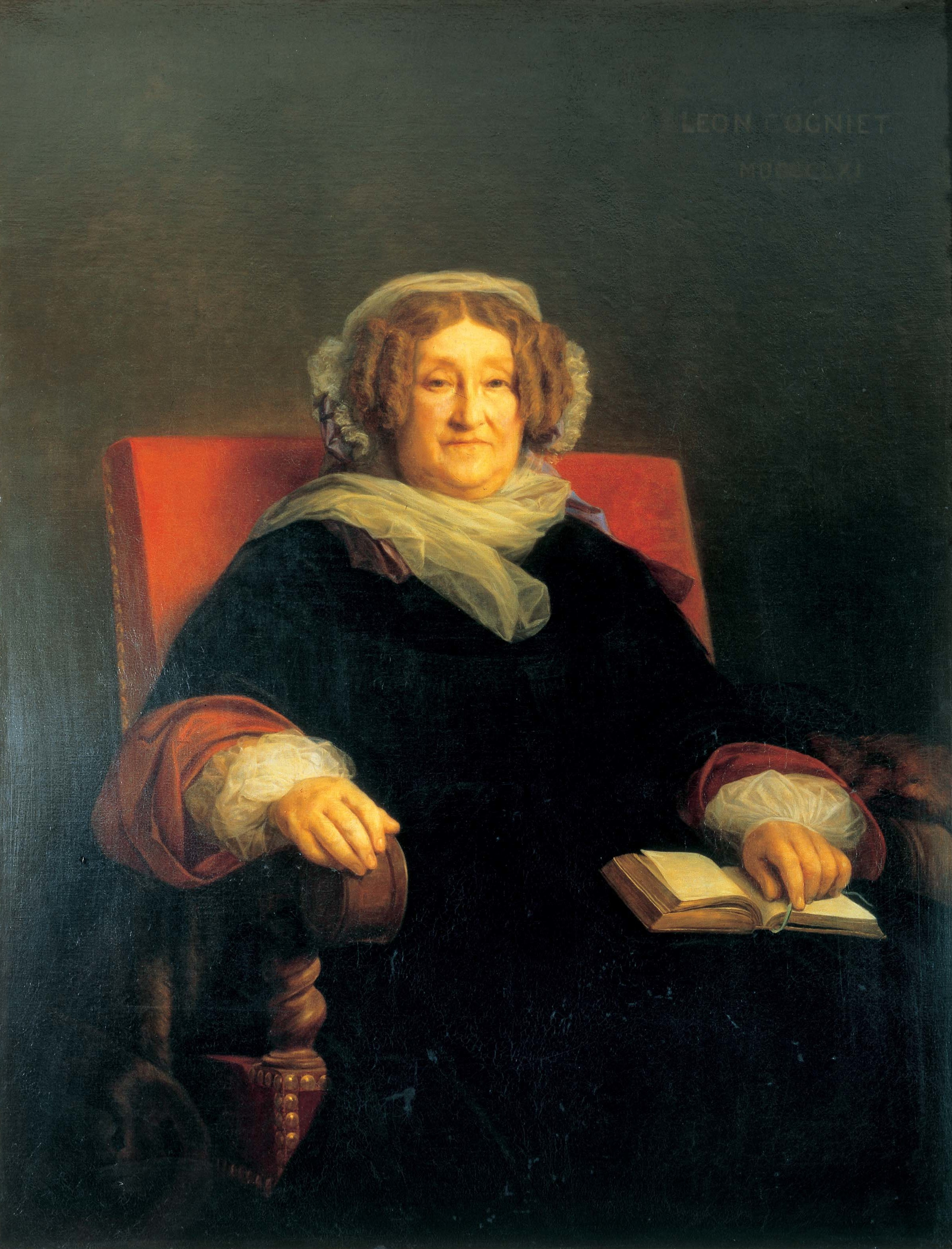
Porträt von Veuve Clicquot-Ponsardin

Barbe-Nicole Clicquot, geborene Ponsardin (* 16. Dezember 1777 in Reims; † 29. Juli 1866 in Boursault), war eine Geschäftsfrau und die erste Frau überhaupt, die ein Champagnerhaus leitete. Sie wurde häufig als die „Grande Dame de Champagne“ (die ‚Große Dame des Champagners‘) bezeichnet und gab dem heute noch bekannten Haus Veuve Clicquot Ponsardin ihren Namen.

## Leben
Barbe-Nicole Ponsardin, geboren am 16. Dezember 1777 in Reims, war die ältere Tochter von Jeanne Josephe Marie-Clémentine Letertre Huartthe und ihrem Mann Ponce Jean Nicolas Philippe Ponsardin (seit 1813 geadelt zum Baron Ponsardin). Später wurde ihre Schwester Clémentine geboren. Der Vater war als erfolgreicher Textilhersteller und Politiker tätig, Napoleon und seine Geliebte Josephine hatten schon im Hause Ponsardin Logis genommen. Barbe-Nicole Ponsardin erhielt ihre Schulbildung im Königlichen Konvent Saint-Pierre-les-Dames in Reims.
1798 heiratete sie François Clicquot, dessen Vater 1772 ein kleines Champagnerhaus gegründet hatte. Am 20. März 1799 wurde ihr einziges Kind, Clémentine Clicquot, geboren. François Clicquot starb am 23. Oktober 1805, und damit übernahm seine Witwe („Veuve Clicquot“) im Alter von 27 Jahren die Leitung des Champagnerhauses, das zu jener Zeit jährlich ca. 100.000 Flaschen vermarktete.
Barbe-Nicole Clicquot-Ponsardin setzte als Veuve Clicquot ihren ausgesprochenen Pragmatismus, ihr geschäftliches Gespür und ihre erhebliche Durchsetzungskraft für das Florieren und die Weiterentwicklung der Schaumweinherstellung ein. Sie hinterließ bei ihrem Tod im Jahr 1866 ein Unternehmen, das europaweit jährlich 750.000 Flaschen verkaufte.

## Unternehmen
Ihr Kellermeister Anton von Müller, französisch Antoine de Muller (1788–1859), ein gebürtiger Schwabe, erfand um 1813 das mechanische Rüttelverfahren, das die Hefe beseitigte, die vorher den Flascheninhalt trübte. Erst damit entstand der Champagner, der zum Symbol eines luxuriösen Lebensstils werden konnte.
Ein Großteil des Erfolgs war eine zu jener Zeit sehr aktive Vermarktungsstrategie mit Reisenden in ganz Europa. Während sich Europa nur schwer von den napoleonischen Kriegen erholte, gelang es ihr, ihren Champagner in die ganze Welt zu exportieren und damit den Champagnermarkt zu internationalisieren. Durch ihren Reiseagenten Louis Bohne stellte sie ihre Produkte an allen Herrschaftshöfen Europas vor und trug zur Verbreitung des französischen Savoir-vivre bei. So war während einiger Jahrzehnte bis in die 1870er Jahre Russland der wichtigste Exportmarkt des Unternehmens. 1877 entschied das Unternehmen, das für Exporte nach Großbritannien geschaffene, bekannte gelbe Etikett, das eine leichte Identifizierung der Marke und damit die Unterscheidung von Fälschungen ermöglicht, als Handelsmarke eintragen zu lassen. Als Teil ihrer unternehmerischen Strategie erwarb sie ca. 40 ha Weinberge in besten Lagen in Bouzy, Verzy, Verzenay, Avize und Le Mesnil-sur-Oger, um so eine konstant gute Qualität des Champagners zu garantieren.
Neben dieser bekannten Aktivität eröffnete die Witwe Clicquot am 1. Juni 1822 die Bank Veuve Clicquot Ponsardin & Cie. Die Bankgeschäfte entwickelten sich hervorragend. Zahlreiche Firmen aus Reims bauten auf das neue Geldinstitut und ermöglichten so die Expansionspolitik des Champagnerhauses.
Ihr Einfluss auf die deutsche Sektindustrie ist ebenfalls nicht zu unterschätzen. Georg Christian von Kessler arbeitete von 1807 bis 1825/26 im Hause Veuve Clicquot (seit 1810 als Prokurist, später als Teilhaber) und gründete nach diesem Engagement 1826 in Esslingen am Neckar die erste deutsche Sektkellerei. Nach dem Tod ihres engen Mitarbeiters Louis Bohne übernahm 1821 Eduard Werle, ein weiterer Deutscher, seine Aufgaben. 1830 wurde er mit der Investition von 100.000 Francs Geschäftspartner. Er nahm die französische Staatsbürgerschaft an und änderte seinen Namen in Mathieu-Edouard Werlé. 1850 übernahm er den Geschäftsbereich Verkauf, der in diesem Jahr 400.000 Flaschen „Veuve Clicquot“ verkaufen konnte.
1843 ließ Barbe-Nicole Clicquot-Ponsardin das Château de Boursault in Boursault erbauen, wohin sie sich später zurückzog und 1866 im Alter von 88 Jahren starb. Beerdigt wurde sie auf dem Cimetière du Nord in Reims.

## Wirkungsgeschichte
Seit 1972 wird jährlich der Veuve Clicquot Business Woman Awards (BWA) verliehen. 2023 erschien der Film Widow Clicquot, in dem Clicquot-Ponsardin von Haley Bennett dargestellt wird.